# Otomar Pravoslav Novák

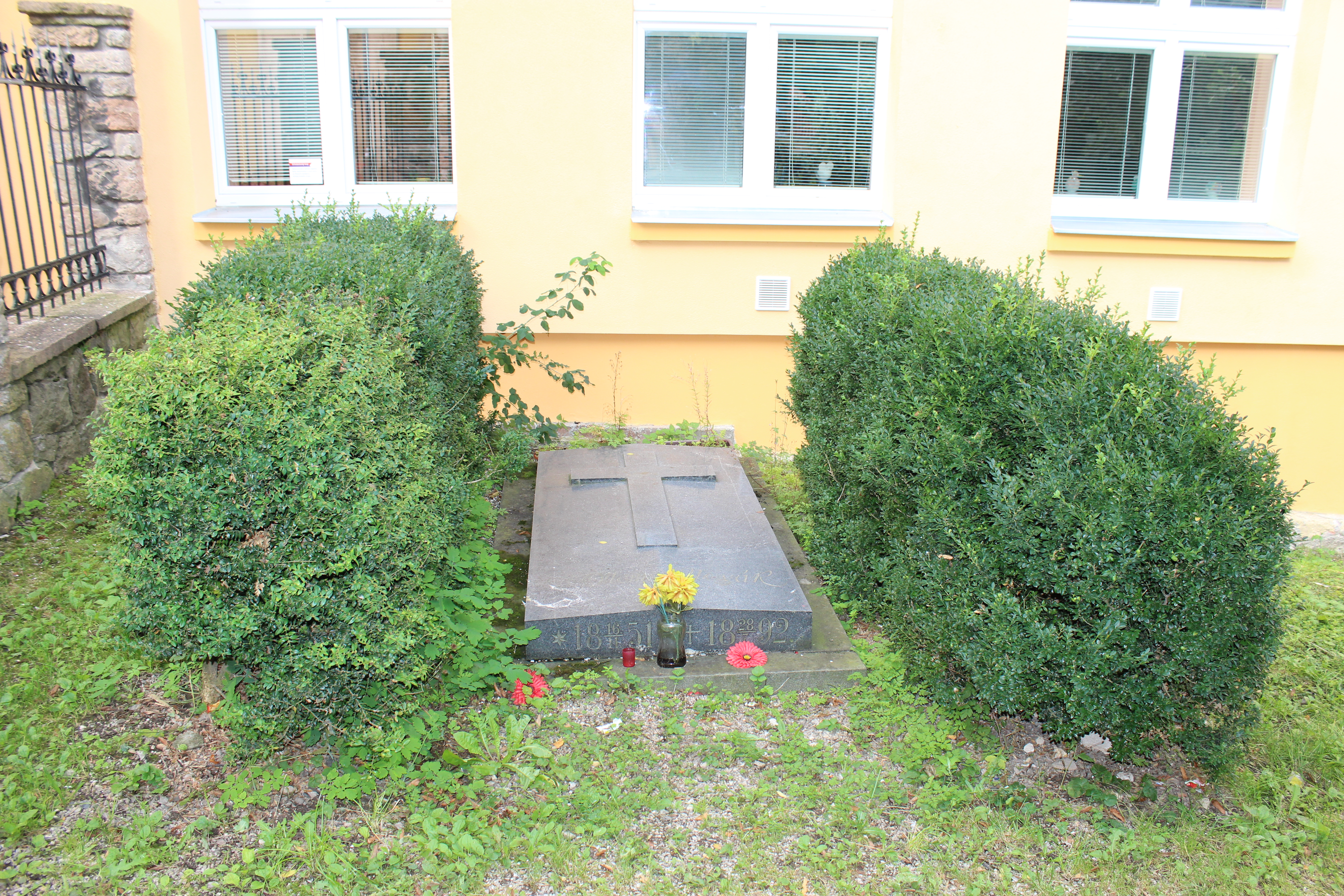
Hrob Otomara P. Nováka u zdi Základní školy v Litni.

Otomar Pravoslav Novák (16. listopadu 1851, Hradec Králové – 28. července 1892, Liteň) byl paleontolog, jediný přímý žák Joachima Barranda. V průběhu zkoumání prvohorní fauny pobýval v Litni u své sestry Růženy Wiltrové, manželky ředitele liteňské školy. V Litni také zemřel a je pohřben pod oknem liteňské školy.